# Kassunfyr

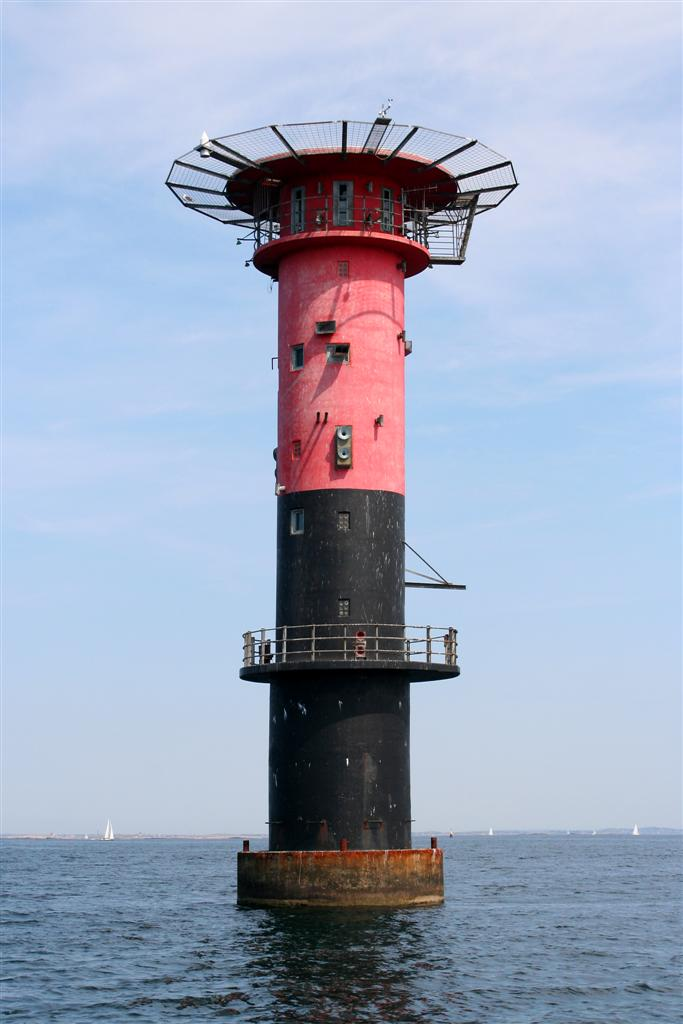
Kassunfyren Trubaduren. Här syns den översta delen av kassunen som fyren är byggd ovanpå.

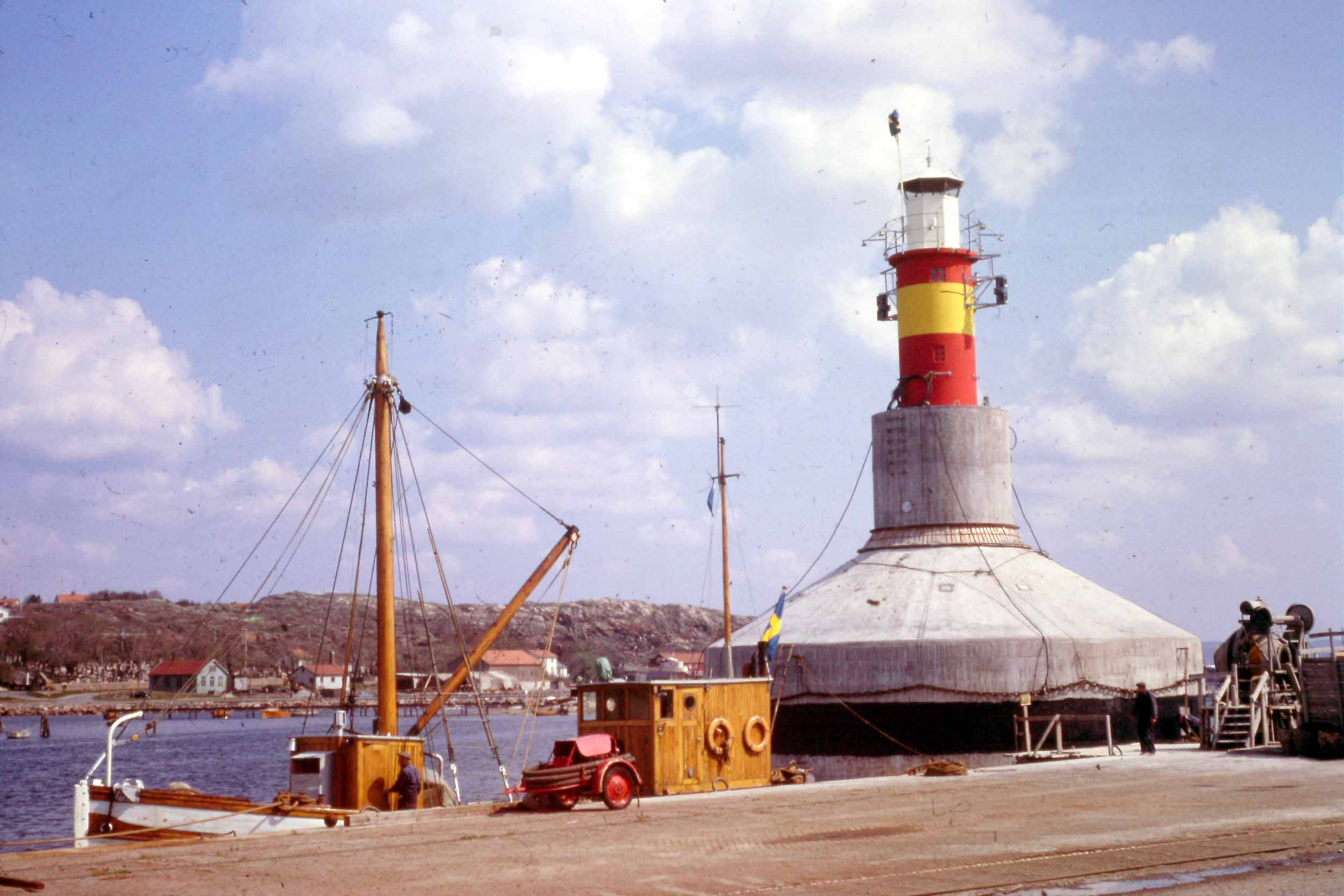
Fyren Oskarsgrundet sydväst på kaj i Lysekil före sjösättningen 1962. Den bogserades sedan till sin plats i Flintrännan utanför Malmö. Den flyttades ånyo i samband med byggandet av Öresundsbron till positionen Flintrännan 06.

Kassunfyr är en typ av fyr, placerad i öppet vatten och består av en betongkassun, ett fundament, som placeras på havs- eller sjöbotten. Översta delen av kassunen är synlig ovan vattenytan och där byggs fyrtornet.
Den svenska modellen för kassunfyrar gick ut på att gjuta en kassun på land och därefter sjösätta det hela som en båt. Ibland byggdes även fyrtornet innan det hela bogserades ut till sin framtida stationering. Vid senare byggen var ibland fyrtornet hopskjutet som ett teleskop för att inte få så hög tyngdpunkt (en metod som patenterades 1957 av den svenske uppfinnaren Robert Gellerstad). Samtidigt som byggandet skedde på land så förbereddes havsbotten där fyren skulle placeras så den blev plan. På plats vattenfylldes kassunen som då sjönk till avsedd plats på botten. Vattnet trängdes därefter ut med fyllning av sten eller annat liknande material. I och med det kunde fyrtornet pumpas upp med domkrafter till sin rätta höjd och installationer av fyrljus och annan utrustning kunde kompletteras.
En utvecklad metod är att kassunen förses med en sektionsindelad fångdamm. Fångdammen ger kassunen extra stabilitet under det kritiska momentet när den sänks ner till botten. När kassunen är fylld med barlast tas fångdammen bort och kan återanvändas.
Denna typ av fyr har, bland annat, ersatt fyrskepp i svenska farvatten då den är billigare i drift, inte behöver tas in under vintersäsongen och kan placeras närmare eller på grundet den ska varna för.
Några kassunfyrar i Sverige är Gustaf Dalén, Almagrundet, Utgrunden, Kalmarsund, Flintrännans fyrar, Svinbådan och Sydostbrotten.